# Culver PQ-10
Culver PQ-10 là một loại bia bay của Hoa Kỳ, do Culver Aircraft Company thiết kế cho Không quân Lục quân Hoa Kỳ. Được thiết kế vào năm 1941, dự án đã bị hủy bỏ trước khi có bất kỳ chiếc máy bay nào được bay thử.

## Tính năng kỹ chiến thuật (XPQ-10)
Dữ liệu lấy từ Parsch
Đặc tính tổng quát
- Kíp lái: 1 (tùy chọn)
- Chiều dài: 16 ft 7 in (5,05 m)
- Sải cánh: 30 ft (9,1 m)
- Chiều cao: 4 ft 6 in (1,37 m)
- Động cơ: 2 × Franklin O-300 , 175 hp (130 kW)  mỗi chiếc